# Auberives-en-Royans
Auberives-en-Royans là một xã thuộc tỉnh Isère, vùng Rhône-Alpes đông nam nước Pháp. Xã này nằm ở khu vực có độ cao từ 170-330 mét trên mực nước biển.